# MTV Europe Music Awards 2003
Die 10. MTV Europe Music Awards 2003 wurden am 6. November 2003 in Edinburgh, in Schottland im Ocean Terminal verliehen. Moderiert wurde die Show von Christina Aguilera. Live-Performances gab es von Beyoncé mit Sean Paul, Dido, The Black Eyed Peas mit Justin Timberlake, The Chemical Brothers mit The Flaming Lips, The Darkness, Kraftwerk, Kylie Minogue, Pink, Travis und The White Stripes.

## Nominierungen

### Best Song
- Christina Aguilera – Beautiful
- Beyoncé feat. Jay-Z – Crazy in Love
- Evanescence – Bring Me to Life
- Sean Paul – Get Busy
- Justin Timberlake – Cry Me a River

### Best Video
- Missy Elliott – Work It
- Queens of the Stone Age – Go with the Flow
- Sigur Rós – Untitled 1
- U.N.K.L.E. – An Eye for An Eye
- The White Stripes – Seven Nation Army

### Best Album
- 50 Cent – Get Rich or Die Tryin’
- Christina Aguilera – Stripped
- Justin Timberlake – Justified
- The White Stripes – Elephant
- Robbie Williams – Escapology

### Best Female
- Christina Aguilera
- Beyoncé
- Madonna
- Kylie Minogue
- Pink

### Best Male
- Craig David
- Eminem
- Sean Paul
- Justin Timberlake
- Robbie Williams

### Best Group
- Coldplay
- Evanescence
- Metallica
- Radiohead
- The White Stripes

### Best New Act
- 50 Cent
- Evanescence
- Good Charlotte
- Sean Paul
- Justin Timberlake

### Best Pop
- Christina Aguilera
- Kylie Minogue
- Pink
- Justin Timberlake
- Robbie Williams

### Best Dance
- The Chemical Brothers
- Junior Senior
- Panjabi MC
- Moby
- Paul Oakenfold

### Best Rock
- Good Charlotte
- Linkin Park
- Metallica
- Red Hot Chili Peppers
- The White Stripes

### Best R&B
- Ashanti
- Beyoncé
- Mary J. Blige
- Craig David
- Jennifer Lopez

### Best Hip-Hop
- 50 Cent
- Missy Elliott
- Eminem
- Jay-Z
- Nelly

### Web Award
- Goldfrapp
- Junior Senior
- Madonna
- Marilyn Manson
- Queens of the Stone Age

## Regionale Auszeichnungen

### Bester britischer Act
- The Coral
- The Darkness
- Funeral for a Friend
- The Libertines
- The Thrills

### Bester deutscher Act
- Die Ärzte
- Guano Apes
- Xavier Naidoo
- Seeed
- Wir sind Helden

### Bester Nordic Act
- The Cardigans
- Junior Senior
- Kashmir
- Outlandish
- The Rasmus

### Bester italienischer Act
- Carmen Consoli
- Gemelli Diversi
- Negrita
- Tiromancino
- Le Vibrazioni

### Bester Belgien und Niederlande Act
- Beef
- Bløf
- Junkie XL
- Kane
- Tiësto

### Bester französischer Act
- Bérénice
- Jenifer
- KYO
- One-T
- Bob Sinclar

### Bester polnischer Act
- Blue Café
- Cool Kids of Death
- Myslovitz
- Peja
- Smolik

### Bester spanischer Act
- El Canto del Loco
- Jarabe de Palo
- Las Niñas
- La Oreja de Van Gogh
- Alejandro Sanz

### Bester russischer Act
- Diskoteka Avariya
- Leningrad
- Glukoza
- Splean
- t.A.T.u.

### Bester rumänischer Act
- AB4
- Andra vs. Tiger One
- O-Zone
- Paraziții
- Voltaj

### Bester portugiesischer Act
- Blasted Mechanism
- Blind Zero
- David Fonseca
- Fonzie (Band)
- Primitive Reason

## Free Your Mind
- Aung San Suu Kyi